# Il Bello del Jazz
| Recensione         | Giudizio |
| ------------------ | -------- |
| All Music          |          |
| All About Jazz (1) |          |
| All About Jazz (2) |          |
| All About Jazz (3) |          |
| All About Jazz (4) |          |
| The Irish Times    |          |
| Buscadero          |          |
| Suono              |          |

Il Bello del Jazz è il secondo album in studio registrato da Roberto Magris per la casa discografica Soulnote, a nome Roberto Magris Europlane, ed è stato pubblicato nel 2006. È il primo disco inciso da Roberto Magris assieme ad Herb Geller, a cui farà seguito An Evening with Herb Geller & The Roberto Magris Trio - Live in Europe 2009 per l’etichetta JMood di Kansas City.

## Tracce
1. No Sadness – 5:50 (Roberto Magris)
2. Stray Form – 4:36 (Herb Geller)
3. Some Other Spring – 5:16 (Kitchings, Herzog)
4. Key Largo – 4:38 (Benny Carter)
5. A New Town is a Blue Town – 7:08 (Adler, Ross)
6. Here I’ll Stay – 5:33 (Lerner, Kurt Weill)
7. Ah Moore – 5:03 (Al Cohn)
8. Il Bello del Jazz – 5:14 (Roberto Magris)
9. Pretty Woman – 6:04 (Stephen Sondheim)
10. Parker’s Pen – 5:07 (Roberto Magris)
11. Deception – 6:48 (Herb Geller)

## Formazione
- Herb Geller – sassofono contralto
- Darko Jurkovic – chitarra elettrica (brani 1, 8, 10, 11)
- Roberto Magris – pianoforte
- Rudi Engel – contrabbasso
- Gabriele Centis – batteria